# Raoul Henkart
Raoul Charles E. Henkart (ur. 11 czerwca 1907 w Brukseli, zm. 13 lutego 1955 w Cantalice) – belgijski szermierz, brązowy medalista mistrzostw świata.
Podczas mistrzostw świata w Lizbonie w 1947 roku wywalczył brązowy medal w turnieju indywidualnym szpadzistów. Wyprzedzili go jedynie Francuz Édouard Artigas i Szwed Bengt Ljungquist. Był to jedyny medal zdobyty przez niego w zawodach tego cyklu.
Na igrzyskach olimpijskich w Los Angeles w 1932 roku zajął czwarte miejsce w szpadzie drużynowej. Po II wojnie światowej wystąpił na igrzyskach olimpijskich w Londynie w 1948 roku. W zawodach indywidualnych odpadł w pierwszej rundzie, natomiast w zawodach drużynowych był piąty.